# Dekanat kolski

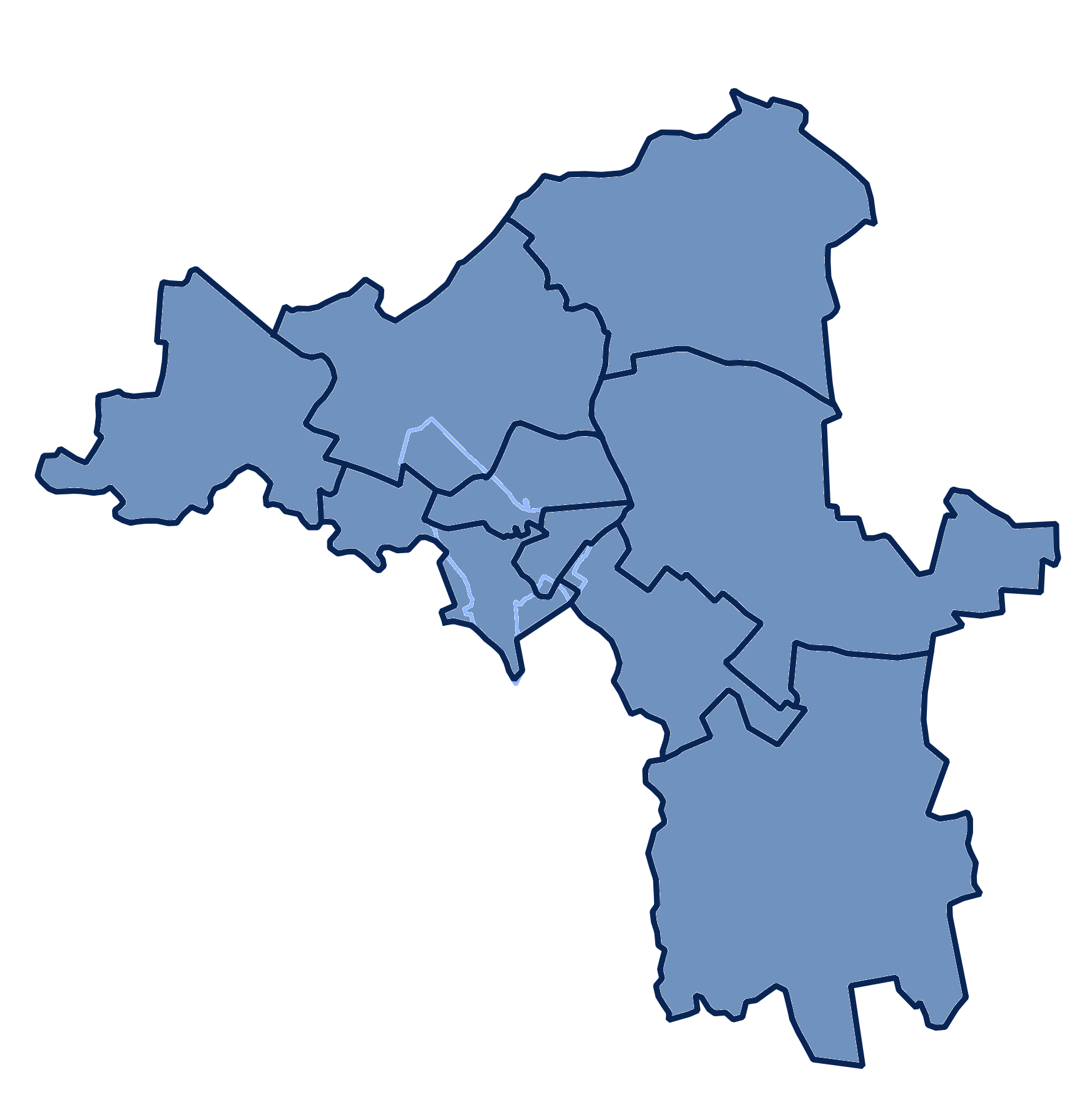
Dekanat kolski z podziałem na parafie

Dekanat kolski – jeden z 33 dekanatów rzymskokatolickiej diecezji włocławskiej. Powołany po raz pierwszy w 1818 r., zlikwidowany w 1994 r., ponownie przywrócony do istnienia 2 lutego 2015 r.

## Historia
W okresie przedrozbiorowym ziemia kolska administracyjnie należała do archidiecezji gnieźnieńskiej. Północna część obszaru była przyporządkowana do dekanatu sompoleńskiego, południowa do dekanatu konińskiego, a wschodnia do dekanatu kłodawskiego. Taki stan rzeczy utrzymał się do 30 czerwca 1818 r., kiedy to na mocy bulli Ex imposita Nobis papieża Piusa VII utworzono diecezję kujawsko-kaliską. W jej skład włączono parafie ziemi kolskiej, które stały się częścią Królestwa Polskiego.
Diecezja kujawsko-kaliska dzieliła się na trzy oficjały – włocławski, kaliski i piotrkowski. W 1818 r. w oficjale generalnym kaliskim utworzono dekanat kolski, do którego początkowo należało dziewięć parafii: Koło, Białków, Brudzew, Dęby Szlacheckie, Dobrów, Janiszew, Krzymów, Kościelec (złączona unią personalną z parafią Koło) i Osiek Wielki z filią w Dębnie Królewskim. Pierwszym dziekanem kolskim był ks. Marcin Szremowicz. Przed 1825 r. do dekanatu włączono także parafie: Kramsk, Wyszyna i Tuliszków (do 1825 r.). Po 1830 r. w dekanacie była także parafiia Russocice.
1 stycznia 1868 r. na żądanie władz carskich do dekanatu kolskiego włączono parafie ze zniesionego dekanatu izbickiego i w jego skład wchodziło łącznie 19 parafii: Koło, Białków, Błenna, Brdów, Brudzew, Dęby Szlacheckie, Dobrów, Izbica, Janiszew, Kościelec, Lubotyń, Lubstów, Lubstówek z filią Racięcice, Mąkolno, Modzerowo, Osiek Wielki z filią Dębno Królewskie, Sompolno, Wąsosze i Wrząca Wielka. Do dekanatu konińskiego przyłączono wówczas cztery parafie: Kramsk, Krzymów, Russocice i Wyszyna. 
Taki stan rzeczy utrzymał się do 1917 r., kiedy biskup kujawsko-kaliski Stanisław Zdzitowiecki przywrócił dekanat izbicki i włączył do niego parafie: Izbica, Błenna, Brdów, Lubotyń, Lubstów, Mąkolno z filią Babiak, Modzerowo, Racięcice z filią Lubstówek, Sompolno i Wąsosze. 28 października 1925 r., na mocy bulli Vixdum Poloniae unitas papieża Piusa XI przywrócono diecezję włocławską, do której przyłączono dekanat kolski składający się z parafii: Koło, Białków, Brudzew, Dęby Szlacheckie, Dobrów, Janiszew, Kościelec, Osiek Wielki, Wrząca Wielka. W skład dekanatu kolskiego weszły także parafie dekanatu kłodawskiego odłączonego w 1925 r. z diecezji łódzkiej: Grzegorzew (1927 r.), Chełmno nad Nerem (1928 r.), Bierzwienna, Borysławice, Dąbie nad Nerem, Kłodawa, Pieczew i Umień (wszystkie w 1931 r. - po zniesieniu dekanatu kłodawskiego). 
W 1939 r. w skład dekanatu kolskiego wchodziło 17 parafii, a jej dziekanem był ks. Józef Mężnicki. W czasie okupacji niemieckiej spośród 24 księży diecezjalnych pracujących w parafiach dekanatu kolskiego, 18 zostało aresztowanych i osadzonych w obozach Dachau lub Sachsenhausen - 15 spośród nich poniosło śmierć. Po 1941 r. duszpasterstwo katolickie funkcjonowało okresowo w szczątkowej formie wyłącznie w kościele Nawiedzenia Najświętszej Maryi Panny w Kole.
11 listopada 1952 r. biskup włocławski Franciszek Korszyński wyłączył z granic dekanatu kolskiego parafie: Kłodawa, Bierzwienna, Borysławice, Chełmno, Dąbie nad Nerem, Pieczew i Umień, jednocześnie przywracając dekanat kłodawski. W 1982 r. powstała druga parafia w Kole, a w 1985 r. parafia w Ochlach. Wówczas dekanat kolski składał się z dwunastu parafii i od 1988 r. został przyporządkowany do rejonu konińskiego. W 1994 r. biskup włocławski Bronisław Dembowski dokonał podziału dekanatu na dwie części. Południowa część znalazła się w dekanacie kolskim I, a północno-wschodnia w dekanacie kolskim II.
Dekretem biskupa włocławskiego Wiesława Meringa z 2 lutego 2015 r. dekanat kolski został przywrócony. W jego skład włączonych zostało dziewięć parafii, głównie z dotychczasowego dekanatu kolskiego II oraz wszystkie parafie miasta Koła.

## Parafie
W skład dekanatu kolskiego wchodzą następujące parafie:
- parafia Narodzenia NMP w Chełmnie nad Nerem
- parafia Wniebowzięcia NMP w Grzegorzewie
- parafia Matki Bożej Częstochowskiej w Kole
- parafia Podwyższenia Krzyża Świętego w Kole
- parafia św. Bogumiła w Kole
- parafia Wniebowstąpienia Pańskiego w Ochlach
- parafia św. Bartłomieja Apostoła w Osieku Wielkim
- parafia bł. 108 Męczenników Polskich w Powierciu
- parafia św. Jakuba Apostoła we Wrzącej Wielkiej

## Władze dekanatu
- Dziekan – ks. kan. Władysław Waszak, proboszcz parafii MB Częstochowskiej w Kole
- Wicedziekan – ks. Mariusz Budkiewicz, proboszcz parafii w Ochlach